# Dungeon Master Nexus
Dungeon Master Nexus est jeu vidéo de type dungeon crawler pour la console de jeux Saturn. Il fait suite à Dungeon Master. Éditée par Victor Interactive Software en 1998, cette version est exclusivement en japonais et fonctionne uniquement un émulateur ou une console Saturn. Le moteur du jeu est en 3D et le scénario qui compte quinze niveaux a été lourdement modifié.